# ニシル山
ニシル山 (英: Mount Ni-sir) 。ニツィル山 (英: Mount Ni-ṣir) または、ニムシュ山 (英: Mount Ni-muš) とも。
『ギルガメシュ叙事詩』の 大洪水伝説に登場する山。現在のイラク共和国北東部クルド地方のスレイマニヤから北西におよそ30kmに位置するピル・オマル・グドルン山、別名ピラ・マグルン山がそれに該当する。ニムシュ（Ni-muš）、もしくはニツィル（Ni-ṣir）という名前で登場するこの山の名前が特定できないのは、二番目の楔形文字がツィル（ṣir）とも、ムシュ（muš）とも読むことができるため。ニシル山とも。伝説の中ではノアの方舟伝説におけるアララト山と同じ役割を果たしている。
大英博物館・中東部門副館長のアーヴィング・フィンケル氏は、「アッシリアの人々はこのニムシュ（ニツィル）山がどこにあるかわかっていたし、今日でもわかっている」と記している。その場所がピル・オマル・グドルン山、別名ピラ・マグルン山である。
20世紀のアメリカの東洋及び中東研究家エフライム・スパイザーが1928年に発表した「アッシュルナツィルパルの年代と今日の南クルディスタンSouthern Kurdistan In the Annals of Ashurnasirpal and Today」の論文にはニムシュ（ニツィル）山の位置を次のようにまとめている。
　アッシュルナツィルパルは、前８８１年初秋、カルズを出発し、バーバイトを通過し、軍隊を率いてニツィル山に向かいった。
　　それは、「ルル族がキニパと呼ぶ」山のことで、「大洪水の粘土書板」(１４１)にて、方舟が休息の場所を見つけたかのよう
　　に漂着した有名な山である。ニツィル山はピル・オマル・グドルン山と定義して、間違いないと思われる。
ここで登場するアッシュルナツィルパルはアッシリア王アッシュルナツィルパル二世（前８８３—８５９）のことで、前９世紀に遺された公式記録では要塞都市と周辺の町を征服する過程で、「急峻」で「ナイフの刃先のように尖っていた」山に敵の軍隊の死体を積み上げたそうだ。この山の形状がピル・オマル・グドルン山（ピラ・マグルン山）のそれと酷似していたようで、同一だと定義している。